# Kenny Burrell and John Coltrane
Kenny Burrell and John Coltrane è un album discografico jazz dei musicisti Kenny Burrell e John Coltrane. Inciso il 7 marzo 1958, il disco fu originariamente pubblicato su etichetta New Jazz (n. cat. NJ 8276) nel 1963, e successivamente nel 1967 dalla Prestige Records (n. cat. PRLP 7532), con il titolo The Kenny Burrell Quintet With John Coltrane e con una copertina differente. 

## Tracce
1. Freight Trane (Tommy Flanagan) — 7:18
2. I Never Knew (Ted Fio Rito, Gus Kahn) — 7:04
3. Lyresto (Kenny Burrell) — 5:41
4. Why Was I Born? (Oscar Hammerstein II, Jerome Kern) — 3:12
5. Big Paul (Tommy Flanagan) — 14:05

## Formazione
- Kenny Burrell — chitarra
- John Coltrane — sax tenore
- Tommy Flanagan — pianoforte
- Paul Chambers — contrabbasso
- Jimmy Cobb — batteria